# Zofenstreiche
Zofenstreiche è un film muto del 1915 diretto da Hubert Moest.

## Produzione
Il film fu prodotto da Franz Vogel per la Eiko Film GmbH.

## Distribuzione
Il visto di censura porta la data dell'ottobre 1915. Il film venne presentato a Berlino nel novembre di quell'anno.